# Bandera d'Oklahoma
La bandera d'Oklahoma és el principal símbol de l'estat d'Oklahoma, consisteix en un escut tradicional de la nació osage, de pell de búfal amb set plomes d'àguila sobre un fons de color blau cel.
L'escut està cobert per dos símbols de pau: el calumet o pipa de la pau, que representa els amerindis, i la branca d'olivera, en representació dels blancs. Sis creus daurades, més símbols amerindis de les estrelles, col·locades sobre el blindatge. El color blau del fons representa la primera bandera oficial dels choctaws durant la Guerra Civil Nord-americana.
La promesa a la bandera és la següent:
| « | Saludo a la bandera de l'estat d'Oklahoma, els seus símbols de pau uneixen a totes les persones. | » |

El 2001, una enquesta duta a terme per la Associació Vexil·lològica Nord-americana va col·locar la bandera d'Oklahoma en la posició 39 quant a qualitat en el disseny d'entre 72 banderes d'altres estats dels EUA i províncies i territoris del Canadà.

## Història

Primera bandera de l'estat, emprada del 1911 al 1925.

La primera bandera d'Oklahoma va ser adoptada el 1911, quatre anys després que fos annexionat per part dels Estats Units. Va prendre els colors vermell, blanc i blau de la bandera dels Estats Units, en la bandera apareix centrada una gran estel blanc amb vores blaves sobre un camp vermell.
El número quaranta-sis va ser escrit en blau a l'interior de l'estrella, en ser Oklahoma el quaranta-sisè Estat de la Unió.
Un concurs, patrocinat per les Filles de la Revolució Americana es va celebrar el 1924 en substitució de la bandera d'aquell moment, com a bandera vermella estava estretament relacionada amb el comunisme. L'obra guanyadora va ser la de Louise Fluke, que es va adoptar com a bandera per l'estat el 2 d'abril de 1925 els colors i la brandaria del segell van ser estandarditzats pel senat aquell mateix any, s'assembla a l'actual bandera sense la paraula Oklahoma. El nom de l'estat va ser afegit a la bandera el 1941. Els colors i formes van ser normalitzats per un projecte de llei del senat d'Oklahoma, i signats en llei pel governador Brad Henry el 23 de maig de 2006.

## Enquesta de la NAVA
L'any 2001 l'Associació Vexil·lològica Nord-americana va realitzar entre els seus membres una enquesta on es valorava el disseny de les banderes de 72 estats dels EUA i províncies i territoris del Canadà, la NAVA va atorgar el primer lloc a la bandera de Nou Mèxic quant a disseny i simbolisme.